# Bente Landheim
Bente Landheim (25 de mayo de 1990) es una deportista noruega que compite en biatlón. Ganó dos medallas de bronce en el Campeonato Europeo de Biatlón, en los años 2014 y 2016.

## Palmarés internacional
| Campeonato Europeo | Campeonato Europeo           | Campeonato Europeo | Campeonato Europeo |
| Año                | Lugar                        | Medalla            | Prueba             |
| ------------------ | ---------------------------- | ------------------ | ------------------ |
| 2014               | Nové Město (República Checa) | Medalla de bronce  | Relevos            |
| 2016               | Tiumén (Rusia)               | Medalla de bronce  | Relevo mixto       |